# Raymundo Múzquiz
Raymundo Muzquiz Ayala (1915-2002) fue un destacado constructor y empresario mexicano, conocido principalmente por su innovador enfoque en la construcción de la Plaza Monumental de Toros en Tijuana, Baja California, y por su contribución al desarrollo urbano de la región.

## Biografía
Raymundo Muzquiz Ayala nació en 1915 en Tijuana, Baja California. Desarrolló su carrera como ingeniero civil y constructor en la región de Baja California, convirtiéndose en uno de los empresarios más prominentes de Tijuana.

## Carrera profesional
Muzquiz fundó la empresa Inmobiliaria y Fraccionadora Lomas, S.A. de C.V., que se convirtió en una de las constructoras más importantes de Tijuana. A lo largo de su carrera, Muzquiz estuvo involucrado en numerosos proyectos de infraestructura y desarrollo urbano en la región.

### Obras destacadas
Entre las obras más notables realizadas por Muzquiz y su empresa se encuentran:
- Plaza Monumental de Tijuana
- Acueducto Tijuana-Mexicali
- La Presa y La Misión
- Carretera a Playas de Tijuana
- Hipódromo de Tijuana
- El Rosario y Corredor Tijuana-Rosarito[1]

### Plaza Monumental de Tijuana
La obra más famosa de Muzquiz es la Plaza Monumental de Tijuana, también conocida como "Bullring by the Sea". La construcción de esta plaza de toros se llevó a cabo en un tiempo récord, aunque existen discrepancias sobre la duración exacta del proyecto:
Según algunas fuentes, la construcción se completó en 90 días.
Otras fuentes mencionan 110 o 119 días.
Muzquiz logró esta hazaña utilizando técnicas innovadoras de construcción, incluyendo el uso de bloques prefabricados producidos en San Diego y ensamblados en Tijuana.
La Plaza Monumental se inauguró el 26 de junio de 1960 y tiene capacidad para 21,621 espectadores. Está ubicada a solo 60 metros de la frontera con Estados Unidos y a una cuadra del Océano Pacífico.

## Legado
Raymundo Muzquiz Ayala falleció en 2002 en Tijuana, Baja California. Dejó un importante legado en la infraestructura y el desarrollo urbano de Tijuana y la región de Baja California. Su empresa, ahora parte del Grupo Musa, continúa siendo una de las constructoras más importantes de la región.